# Jérôme Touzalin
Jérôme Touzalin, né le 23 février 1941 à Tours, est un dramaturge français.  

## Biographie
Jérôme Touzalin (Jean Pierre) naît le 23 février 1941 à Tours.
Il suit des études classiques à Châtellerault avant de s'installer à Paris. Il collabore avec l'académicien français Thierry Maulnier et avec l'écrivain Gilbert Prouteau.
Il suit les cours de Tania Balachova.
Il est l'auteur de pièces de théâtre diffusées sur France Culture ou France Inter. Jouées dans de nombreux théâtres, les pièces de Jérôme Touzalin résonnent également dans le « off » d'Avignon. : Théâtre des Béliers.
Ses pièces sont représentées régulièrement au Québec, à Montréal : 2014-2016-2019-2024-2025- lieu : Comédie de Montréal)
Jérôme Touzalin rencontre le compositeur Alain Krotenberg en 1995 et, sous sa conduite, il écrit le livret de l’opéra Sophia ainsi que l’Hymne pour l'Europe nouvelle jouée en première mondiale en l'Église de la Madeleine à Paris, le 9 décembre 2005.
Il se produit parfois au théâtre dans la troupe de la Comédie de Neuilly.
Franc-maçon, Grand Maître de la Grande Loge de l'Europe et de la Méditerranée. (G.L.E.M.)

## Thématique
Son thème favori est celui du mensonge. Ses dernières créations, comme Auteur en panique, sans abandonner la légèreté du ton, prennent une tournure plus philosophique.
Les pièces de Jérôme Touzalin entremêlent volontiers gravité et comédie. L'humour et l'ironie ne sont jamais absents de ses pièces.
Plusieurs pièces ont été récompensées dans des festivals de théâtre dont :
- le prix Albert Willemetz pour Mentir y'a qu'ça d'vrai ;
- le premier prix du Festival d'automne de l'Eure pour Le Passager clandestin ;
- le prix du Théâtre du Vésinet, décerné pour le 20e anniversaire de ce théâtre, avec la pièce Le Passager clandestin.

En 2004, Mentir y'a qu'ça d'vrai (mise en scène d'Isabelle Poirier) a été représenté dans le cadre du Mois Molière à Versailles puis à Avignon off.
En 2006 et 2007, représentation de cette même pièce, à Paris, dans une mise en scène nouvelle de Jean-Paul Bazziconi au théâtre Le Funambule de Montmartre.
En juillet 2007, elle est à nouveau donnée, avec succès, au théâtre des Béliers d'Avignon (mise en scène Jean-Paul Bazziconi), « une comédie qui se promène du côté de Guitry (in Le Figaro)».
En mars 2008, Mentir y'a qu'ça d'vrai est sélectionné pour le Festival du printemps du rire à Toulouse.
En mai 2014, Le Passager clandestin, en tournée au Québec.
En décembre 2016 reprise à Montréal de Le Passager clandestin.
À partir d'octobre 2019, reprise de : Le Passager Clandestin à La Comédie de Montréal.
En 2024 à la Comédie de Montréal, représentation de Mon meilleur ami reprise de la pièce Le passager clandestin.

## Œuvres théâtrales
- Chloé. (France culture)
- Le Passager clandestin. (France culture. Le Lucernaire) (Québec Montréal)
- Futur intérieur. (France inter)
- Mentir y'a qu'ça d'vrai ! (le funambule, Paris) (Les Béliers, Avignon)
- Ne coupez pas Mesdames.
- L'Oreille du Président (en collaboration avec Jean-Paul Fournier).
- Auteur en panique.
- L'Homme et l'Oméga
- On ne se méfie jamais assez de ses parents. (Adaptation théâtre)
- Mon meilleur ami (reprise de : "Le passager clandestin" à Montréal. Québec.)

Le théâtre de Jérôme Touzalin est publié aux éditions Cylibris et aux éditions Apopsix.

## Ouvrages: essais, livrets
- La Franc-maçonnerie ? Frappez et l'on vous ouvrira. ( Editions :  Les impliqués chez l'Harmattan)(Mars 2024)
- On ne se méfie jamais assez de ses parents : Éditions  Maïa  Mars 2020 : Collection philosophie. (Prix de la Recherche, 11e salon du livre de Cayeux-sur-Mer, 1er août 2021) ;
- Promenades maçonniques. Les Impliqués chez L'Harmattan) (juin 2017) ;
- Causeries maçonniques : éditions Dervy. ouvrage collectif (mars 2018) ;
- Mentir y'a qu'ça d'vrai, éditions Apopsix ;
- Le Passager clandestin, éditions Apopsix ;
- Chloé, éditions Cylibris ;
- Sophia, opéra : livret ; musique d'Alain Krotenberg ;
- Ode dédiée à l'Europe nouvelle, livret ; musique d'Alain Krotenberg, décembre 2005, église de la Madeleine à Paris, à l'occasion du 60e anniversaire de la création de l'Europe. Reprise en 2020 ;
- Le Chevalier armé pour le combat de la vie., livret, oratorio maçonnique[4], musique d'Alain Krotenberg (2007) ;
- Hymne à la femme, 2008, livret ; musique d'Alain Krotenberg.